# Villechantria
Villechantria ist eine Ortschaft und eine Commune déléguée in der französischen Gemeinde Val Suran mit 119 Einwohnern (Stand: 1. Januar 2019) im Département Jura in der Region Bourgogne-Franche-Comté.
Die Nachbargemeinden waren Andelot-Morval im Norden, Saint-Julien im Osten, Montagna-le-Templier im Südosten, Broissia im Süden, Bourcia im Südwesten, La Balme-d’Épy im Westen und Florentia im Nordwesten.
Die Gemeinde Villechantria wurde am 1. Januar 2017 mit Louvenne, Saint-Julien und Bourcia zur neuen Gemeinde Val Suran zusammengeschlossen. Sie gehörte zum Arrondissement Lons-le-Saunier und zum Kanton Saint-Amour.

## Bevölkerungsentwicklung
| 1962 | 1968 | 1975 | 1982 | 1990 | 1999 | 2008 | 2017 |
| ---- | ---- | ---- | ---- | ---- | ---- | ---- | ---- |
| 117  | 115  | 108  | 91   | 86   | 112  | 129  | 116  |

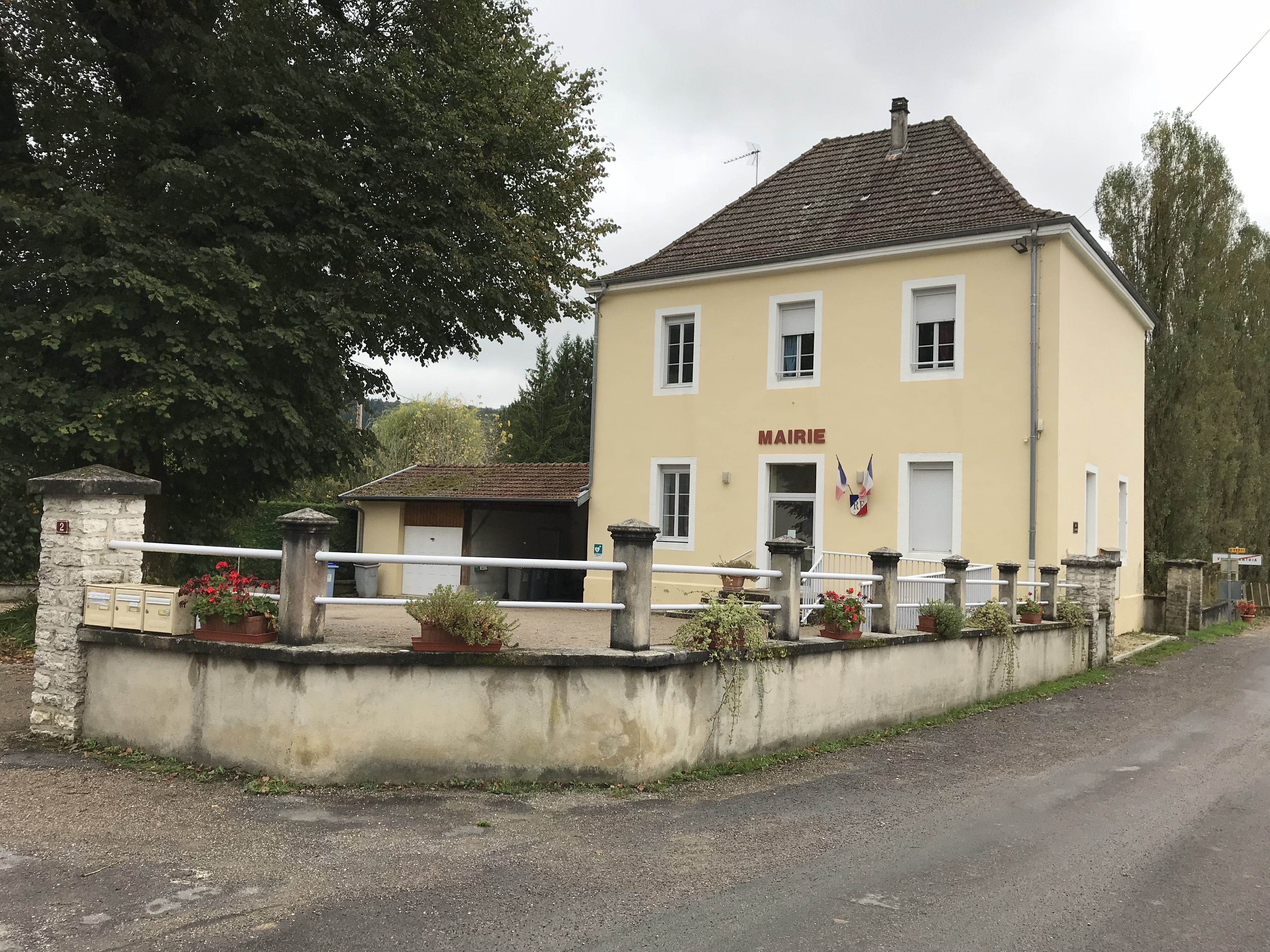
Ehemalige Mairie Villechantria
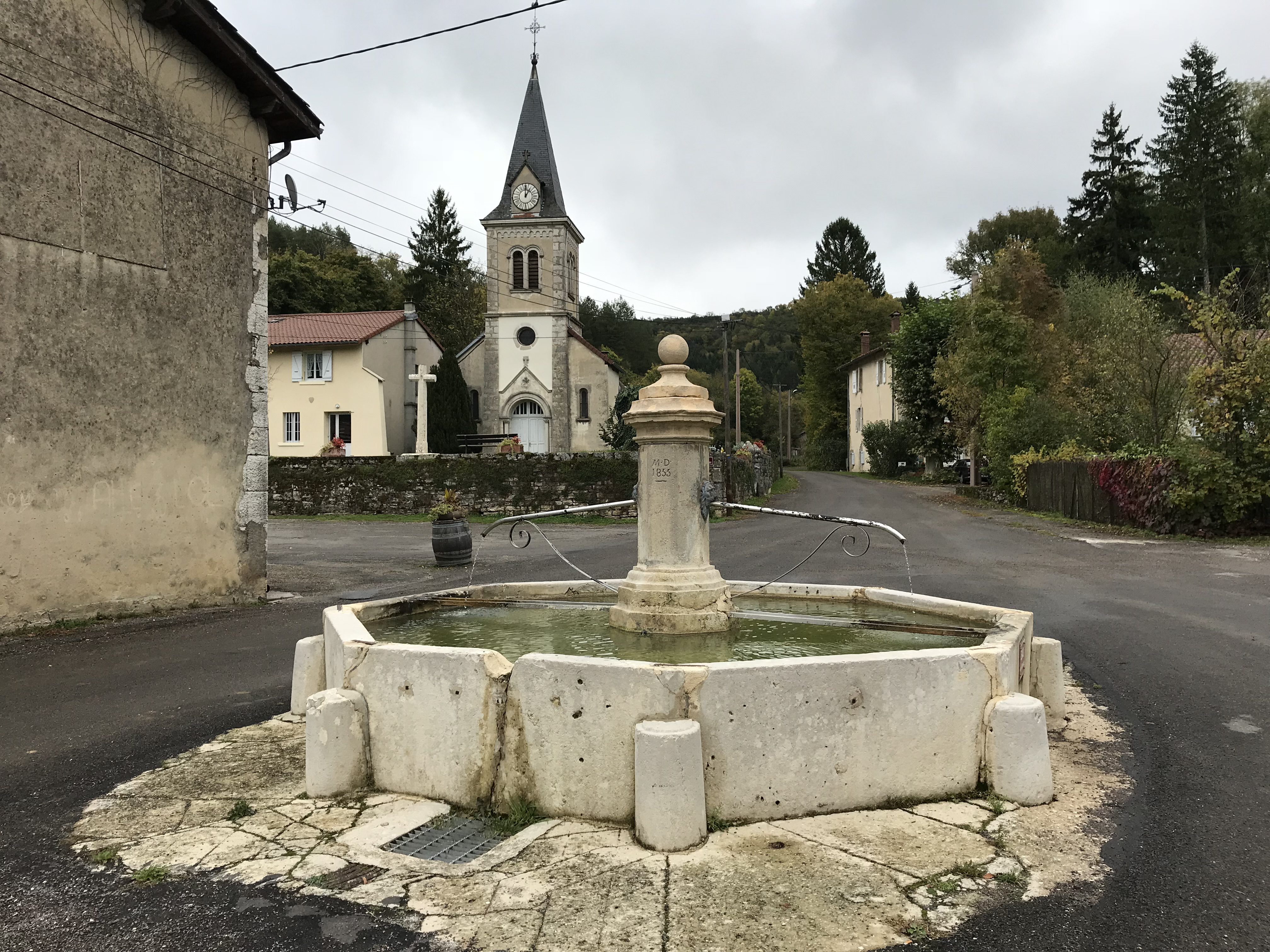
Brunnen, ehemaliger Waschplatz
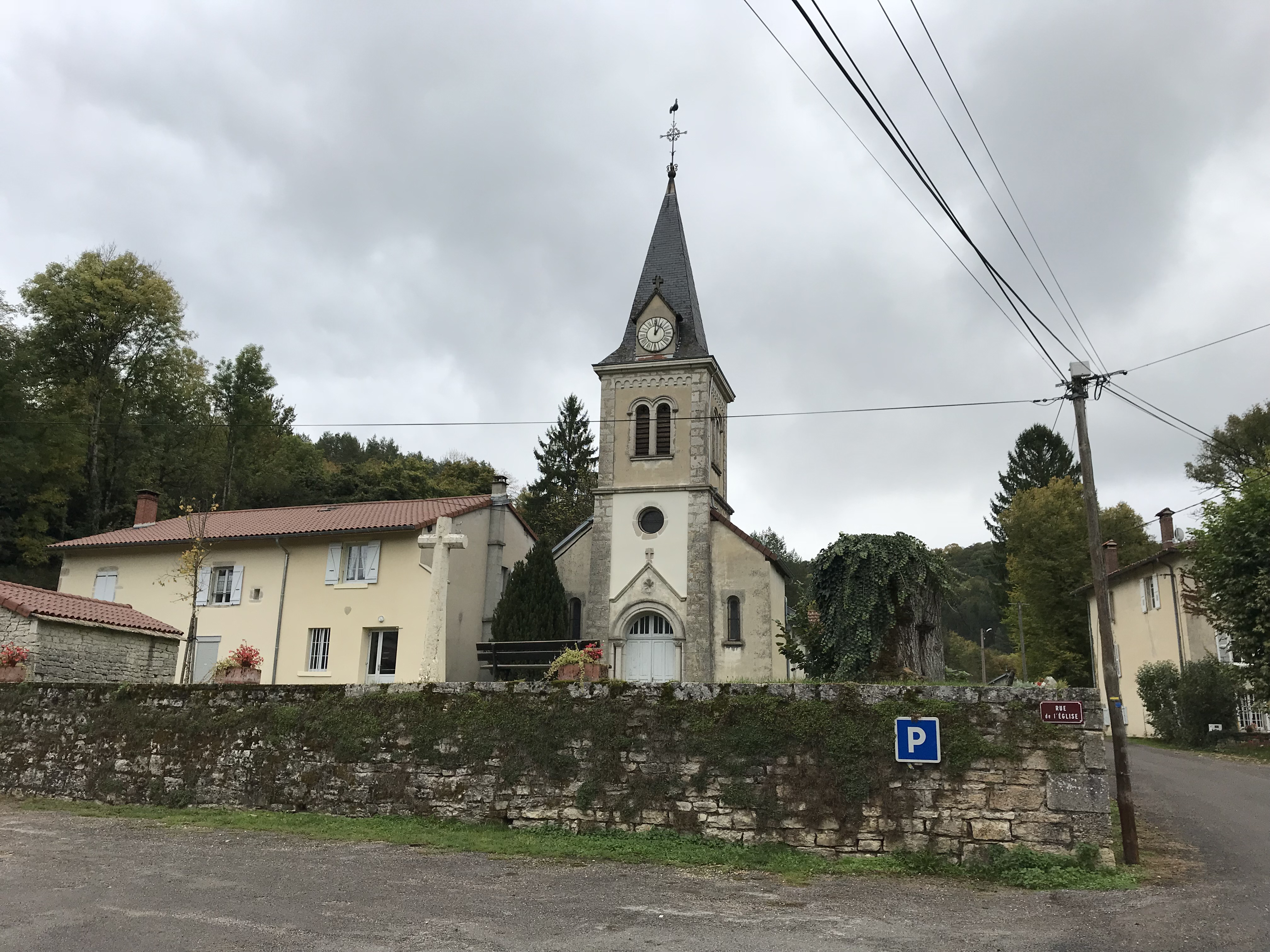
Kirche Saint-Clair